# Соболе (Люблінське воєводство)
Соболе (пол. Sobole) — село в Польщі, у гміні Улян-Майорат Радинського повіту Люблінського воєводства.
Населення — 587 осіб (2011).
У 1975-1998 роках село належало до Білопідляського воєводства.

## Демографія
Демографічна структура станом на 31 березня 2011 року:
|          | Загалом | Допрацездатний вік | Працездатний вік | Постпрацездатний вік |
| -------- | ------- | ------------------ | ---------------- | -------------------- |
| Чоловіки | 301     | 68                 | 196              | 37                   |
| Жінки    | 286     | 55                 | 161              | 70                   |
| Разом    | 587     | 123                | 357              | 107                  |